# JUNGLE (爆風スランプのアルバム)
『JUNGLE』（ジャングル）は1987年10月1日にCBSソニーから発売された爆風スランプ4枚目のオリジナル・アルバム。
本作より新田一郎をプロデューサーに迎え、彼が社長を務める代官山プロダクションに移籍。

## 収録曲
| 全作詞: サンプラザ中野（※特記以外）。 |                                                                   |                              |                |                        |      |
| #                                     | タイトル                                                          | 作詞                         | 作曲           | 編曲                   | 時間 |
| 1.                                    | 「THE TSURAI」                                                    | サンプラザ中野 （※特記以外） | 江川ほーじん   | 爆風スランプ、新田一郎 | 4:54 |
| 2.                                    | 「星空ダイヤモンド」                                              | サンプラザ中野 （※特記以外） | ファンキー末吉 | 爆風スランプ、新田一郎 | 3:58 |
| 3.                                    | 「終わる恋じゃねえだろ」(※作詞: サンプラザ中野、江川ほーじん)     | サンプラザ中野 （※特記以外） | パッパラー河合 | 爆風スランプ           | 4:23 |
| 4.                                    | 「風の音」                                                        | サンプラザ中野 （※特記以外） | 江川ほーじん   | 爆風スランプ、新田一郎 | 4:30 |
| 5.                                    | 「雨だれ－Instrumental－」                                        | サンプラザ中野 （※特記以外） | パッパラー河合 |                        | 1:14 |
| 6.                                    | 「夕焼け物語」                                                    | サンプラザ中野 （※特記以外） | パッパラー河合 | 爆風スランプ、新田一郎 | 4:02 |
| 7.                                    | 「スーパーラップX」(※作詞: パッパラー河合／Vocal: パッパラー河合) | サンプラザ中野 （※特記以外） | パッパラー河合 | 爆風スランプ           | 2:20 |
| 8.                                    | 「映画通り」                                                      | サンプラザ中野 （※特記以外） | 斉藤寛志       | 爆風スランプ、新田一郎 | 4:04 |
| 9.                                    | 「恋はワンルーム」(※作詞: サンプラザ中野、パッパラー河合)         | サンプラザ中野 （※特記以外） | パッパラー河合 | 爆風スランプ           | 3:51 |
| 10.                                   | 「More Than True」                                                | サンプラザ中野 （※特記以外） | ファンキー末吉 | 爆風スランプ           | 4:27 |
| 11.                                   | 「愛がいそいでる」                                                | サンプラザ中野 （※特記以外） | 中崎英也       | 爆風スランプ           | 5:00 |
| 12.                                   | 「東の島にブタがいたVol.3」                                       | サンプラザ中野               | ファンキー末吉 | 爆風スランプ           | 3:57 |
| 合計時間:                             | 合計時間:                                                         | 合計時間:                    | 合計時間:      | 46:40                  |      |

| 全作詞: サンプラザ中野（※特記以外）。 |                                                                   |                             |                        |                        |      |
| #                                     | タイトル                                                          | 作詞                        | 作曲                   | 編曲                   | 時間 |
| 1.                                    | 「THE TSURAI」                                                    | サンプラザ中野（※特記以外） | 江川ほーじん           | 爆風スランプ、新田一郎 | 4:54 |
| 2.                                    | 「星空ダイヤモンド」                                              | サンプラザ中野（※特記以外） | ファンキー末吉         | 爆風スランプ、新田一郎 | 3:58 |
| 3.                                    | 「終わる恋じゃねえだろ」(※作詞: サンプラザ中野、江川ほーじん)     | サンプラザ中野（※特記以外） | パッパラー河合         | 爆風スランプ           | 4:23 |
| 4.                                    | 「風の音」                                                        | サンプラザ中野（※特記以外） | 江川ほーじん           | 爆風スランプ、新田一郎 | 4:30 |
| 5.                                    | 「雨だれ－Instrumental－」                                        | サンプラザ中野（※特記以外） | パッパラー河合         |                        | 1:14 |
| 6.                                    | 「夕焼け物語」                                                    | サンプラザ中野（※特記以外） | パッパラー河合         | 爆風スランプ、新田一郎 | 4:02 |
| 7.                                    | 「スーパーラップX」(※作詞: パッパラー河合／Vocal: パッパラー河合) | サンプラザ中野（※特記以外） | パッパラー河合         | 爆風スランプ           | 2:20 |
| 8.                                    | 「映画通り」                                                      | サンプラザ中野（※特記以外） | 斉藤寛志               | 爆風スランプ、新田一郎 | 4:04 |
| 9.                                    | 「恋はワンルーム」(※作詞: サンプラザ中野、パッパラー河合)         | サンプラザ中野（※特記以外） | パッパラー河合         | 爆風スランプ           | 3:51 |
| 10.                                   | 「More Than True」                                                | サンプラザ中野（※特記以外） | ファンキー末吉         | 爆風スランプ           | 4:27 |
| 11.                                   | 「愛がいそいでる」                                                | サンプラザ中野（※特記以外） | 中崎英也               | 爆風スランプ           | 5:00 |
| 12.                                   | 「東の島にブタがいたVol.3」                                       | サンプラザ中野              | ファンキー末吉         | 爆風スランプ           | 3:57 |
| 13.                                   | 「ヤシの木かげ」(ボーナストラック)                                | サンプラザ中野              | 江川ほーじん、エビゾウ | 新田一郎               | 7:00 |
| 合計時間:                             | 合計時間:                                                         | 合計時間:                   | 合計時間:              | 53:40                  |      |

## 曲解説
1. THE TSURAI
9thシングル
2. 星空ダイヤモンド
のちに「きのうのレジスタンス」のB面曲としてシングルカット。
3. 終わる恋じゃねえだろ
4. 風の音
5. 雨だれ－Instrumental－
6. 夕焼け物語
7. スーパーラップX
8. 映画通り
  - この曲は元々、爆風銃の『お前と踊りたい』という楽曲をもとに作られた。
9. 恋はワンルーム
10. More Than True
「THE TSURAI」B面曲
11. 愛がいそいでる
8thシングル
12. 東の島にブタがいたVol.3
  - 小泉今日子のアルバム「Hippies」収録「東の島にブタがいたvol.2」のアナザー・ヴァージョン。
13. ヤシの木かげ
  - 2013年発売盤のみ収録。